# Вінс Тейлор (культурист)
Вінс Тейлор (англ. Vince Taylor; нар. 25 серпня 1956, Хавру де Грейс) — американський професійний культурист IFBB — Міжнароднія Федерація Бодібілдерів, володар численних нагород у світі культуризму, вписаний в Зал Слави IFBB. Учасник і переможець більш ніж 70-ти змагань. У 2006 році у віці 50-ти років повернувся в бодібілдинг, зміг не тільки кваліфікуватися на Містер Олімпія, але і зайняти гідне 11-е місце.

## Антропометрія
- Зріст 175 см
- Змагальна вага 104 кг
- Вага в міжсезоння 114 кг
- Біцепс 53 см
- Талія 84 см
- Гомілка 52 см

## У професійних рейтингах
- 92 місце в рейтингу чоловіків професіоналів IFBB з бодібілдингу 2009
- 77 місце в рейтингу чоловіків професіоналів IFBB з бодібілдингу 2009
- 73 місце в рейтингу чоловіків професіоналів IFBB з бодібілдингу 2008

## Ланки
- Vince Taylor vital stats(англ.)